# هو رينتيان
هو رينتيان (بالصينية: 胡人天) (21 يناير 1991 بسيتشوان في الصين - ) هو لاعب كرة قدم صيني في مركز الوسط. شارك مع منتخب الصين تحت 20 سنة لكرة القدم. أما مع النوادي، فقد لعب مع نادي تيانجين تيدا.

## روابط خارجية
- هو رينتيان على موقع قاعدة بيانات كرة القدم.إي يو (الإنجليزية)
- هو رينتيان على موقع ناشيونال فوتبول تيمز (الإنجليزية)
- هو رينتيان على موقع Soccerway.com (الإنجليزية)